# Hermacha tuckeri
Hermacha tuckeri is een spinnensoort in de taxonomische indeling van de Entypesidae.
Hermacha tuckeri werd in 1985 beschreven door Raven.